# Aleksandr Grin
Aleksandr Stepanovici Grinevski, cunoscut sub pseudonimul Aleksandr Grin, (în rusă Александр Степанович Гриневский; n. 11/23 august 1880, Slobodskoi⁠(d), Imperiul Rus – d. 8 iulie 1932, Starîi Krîm, RSFS Rusă, URSS) a fost un scriitor rus cunoscut pentru romanele și povestirile sale romantice, a căror acțiune se desfășoară pe un tărâm fantastic minunat pe care fanii scriitorului îl numesc Grinlandia.

## Biografie
S-a născut în 1880 într-o suburbie a orașului Kirov, iar în 1896 a plecat la Odesa. Din 1912 a locuit la Sankt Petersburg și în 1921 s-a căsătorit cu Nina Nikolaevna Grin. A murit în 1932 de cancer la stomac.

## Operă
Principalele lui romane sunt 
- Pânze purpurii (1923)
- Lumea sclipitoare (1923)
- Lanțul de aur (1925)
- Cea care fuge pe valuri (1928)
- Jessie și Morgiana (1929)
- Drumul spre nicăieri (1930)

## Influență culturală

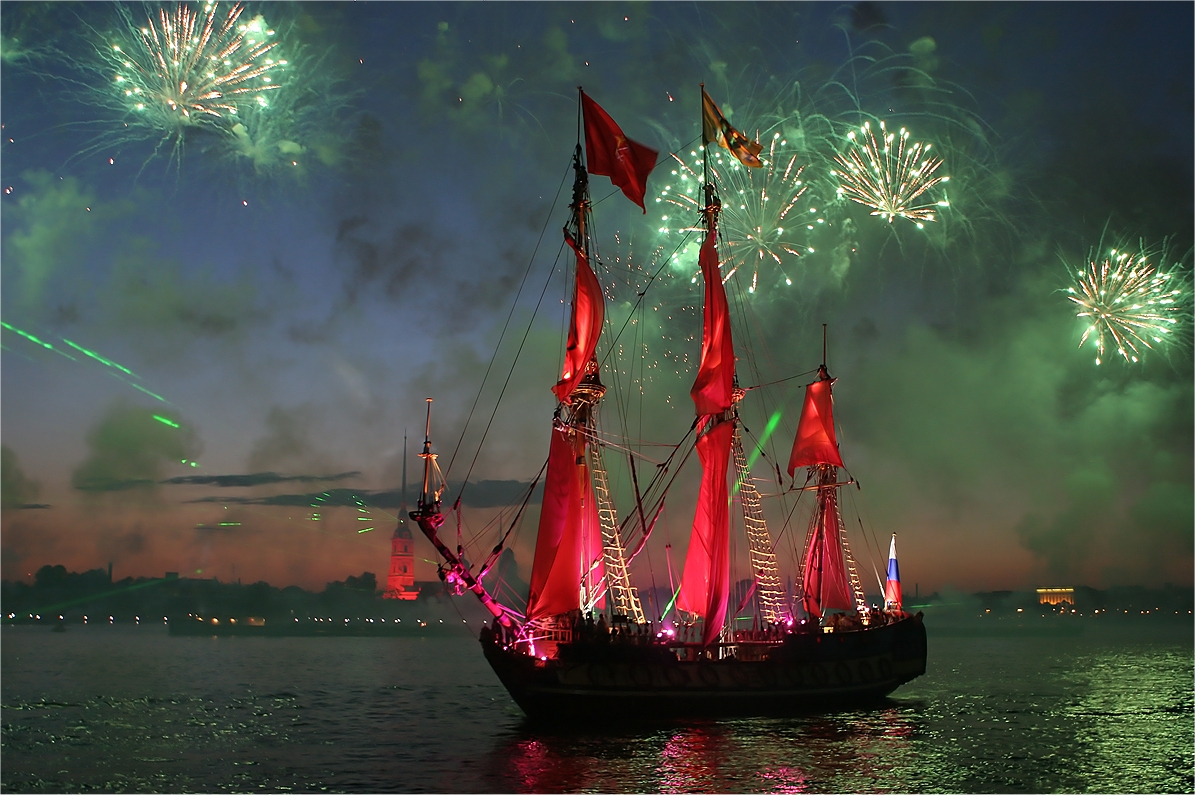
Foc de artificii la festivalul „Pânzele purpurii” din Sankt Petersburg, 2007

O tradiție începută la ocazia sfârșitului celui de-Al Doilea Război Mondial, focul de artificii care marchează sfârșitul anului școlar în cadrul Festivalului Nopților albe este acompaniat de un vas cu vele purpurii.